# 科科拉鄉 (雅洛米察縣)
44°44′N 27°03′E / 44.733°N 27.050°E
科科拉鄉（羅馬尼亞語：Cocora, Ialomița），是羅馬尼亞的鄉份，位於該國南部，由雅洛米察縣負責管轄，面積52平方公里，海拔高度49米，2007年人口2,067，人口密度每平方公里40人。